# Paljaslaki
Paljaslaki är ett naturreservat i Pajala kommun i Norrbottens län.
Området är naturskyddat sedan 2005 och är 1,4 kvadratkilometer stort. Reservatet omfattar de högre partiet av berget Paljaslaki. Reservatet består av gammal brandpräglad tallskog. 